# Carl Joseph Geiger
Carl Joseph Geiger (* 14. Dezember 1822 in der Alservorstadt; † 19. Oktober 1905 in Wien) war ein österreichischer Maler, Grafiker und Illustrator.

## Leben und Wirken
Geigers war ein unehelicher Sohn von Theresia Geiger (1797–1870), ein Neffe der Kupferstecher Andreas (der Jüngere) und Johann Geiger (1801–1870), sowie ein Enkel des Schabkünstlers Andreas Geiger.
Er begann 1935 im Alter von 13 Jahren ein Studium an der Wiener Kunstakademie und wurde ein Schüler der Historienmaler Leopold Kupelwieser und Joseph von Führich, dessen Richtung er zunächst folgte. Er begann als Buchillustrator zu arbeiten und fertigte, zumeist im Auftrag der Stadt Wien, auch Ehrenbürgerdiplome, Huldigungs-, Jubiläums- und Glückwunschadressen, Urkunden- und Titelblätter an, oder betätigte sich als Emeillemaler und als Restaurator von Fresken.
Geiger schuf insbesondere allegorisierenden, die Macht des Christentums darstellende Gemälde. Für das Wiener Burgtheater stellte er Grisaillen mit Darstellungen von Kindern an. Er erhielt Aufträge vom Kaiserhaus und aus dem Wiener Hochadel. Er stellte für Kaiser Franz Joseph Aquarelle zu Joseph Haydns Die Jahreszeiten, zu Mozarts Don Juan, zu den Liedern Franz Schuberts, oder Carl Maria von Webers Der Freischütz herstellte. Er fertigte eine Illustration für Des Pfarrers Tochter von Taubenhain von Gottfried August Bürger und eine Radierung „Zum Ruhme Österreichs“. Ein Aquarell mit einer Darstellung von Romeo und Julia kam in die Wiener Gemäldegalerie. Außerdem lieferte Geiger viele Vorlagen (Zeichnungen) für Holzschnitte anderer Künstler. Er wirkte in den Jahren 1851 bis 1853 als provisorischer Lehrer der Elementarzeichnungs- und Modellierschule und war von 1853 bis 1865 Professor der Malerei an der Vorbereitungsschule der Akademie. In der Kunstausstellung anlässlich des Jubiläums der Wiener Künstler-Genossenschaft, die 1898 anlässlich zum 50-jährigen Regierungsjubiläum Kaiser Franz Josephs im Künstlerhaus veranstaltet wurde, waren auch zwei von Geiger zur kaiserlichen Silberhochzeit im Jahr 1879 hergestellte Adress-Urkundenblätter gezeigt.

## Werke (Auswahl)
- Der gefangene Amor

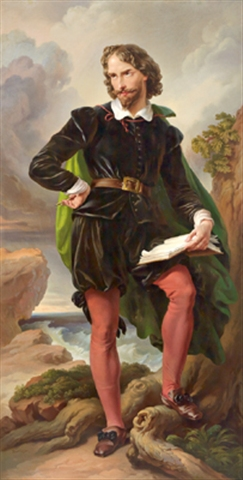
Portrait eines Dichters

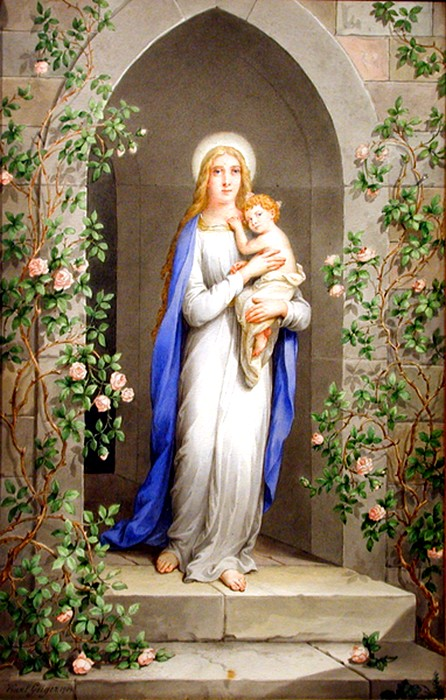
Madonna mit dem Kinde

- Beethoven (Aquarell, ehemaliges Eigentum der Fürstin M. Kinsky)
- Die Jahreszeiten (nach Haydn, Aquarell)
- Der Freischütz (nach Weber, Aquarell)
- Don Juan (nach Mozart, Aquarell)
- Die Verschworenen (nach Schubert, Aquarell)
- Szene aus der Odyssee (Privatbesitz)
- Wiener Ehrenbürgerdiplom für Professor Joseph Ritter von Führich (Aquarell auf Pergament, 1875, ehemaliges Eigentum von Lucas Ritter von Führich)
- Beethoven, umgeben von seinen Schöpfungen (Sepiazeichnung)
- Entwurf zu einem Bühnenvorhang für ein Opern- und Schauspielhaus (Sepiazeichnung)
- Romeo und Julia (ehemaliges Eigentum des Österreichischen Kaiserhauses)
- Der heil. Stanislaus und Galizien und Lodomerien (Karton zu einem der acht Fenster in den Seitenschiffen der Votivkirche Wien; Glasmalerei von K. Geyling. Stifter: Erzherzog Albrecht, im Zweiten Weltkrieg zerstört)
- Original-Radierung: Zum Ruhme Oesterreichs (Porträts der Musiker: Gluck, Mozart, Haydn, Schubert, Beethoven; der Dichter: Grillparzer, Halm, A. Grün, Lenau, Raimund; der Künstler: Maulpertsch, Fischer v. Erlach, Donner, Schmutzer, Füger, Führich, Kupelwieser, Rahl, Danhauser, Waldmüller, Marko)[6]
- Ehrendiplom des Niederösterreichischen Gewerbe-Vereines
- Widmungsblatt der Huldigungsadresse anlässlich der Förderung der Stiftung des neuen Künstlerhauses, überreicht von der Genossenschaft der Bildenden Künstler Wiens 1865

Zu den Auftragsarbeiten in öffentlichen Gebäuden gehörten:
- 1854: Gestaltung eines Votivaltars im Stephansdom
- Ein großer Vorhang für das Carltheater
- Gemälde für die Kapelle der Weilburg in Baden und die Elisabethkirche
- Die künstlerische Ausgestaltung mehrerer Räume in der Albertina, in der Bibliothek der Akademie der Bildenden Künste, in der Börse, im Hofmuseum, im Foyer der Oper und im Palais Kinsky

## Familie
Am 2. Februar 1852 heiratete Geiger Aloisia (geborene Popowitsch, * 2. Februar 1832 – 25. August 1915) mit der er drei Söhne und zwei Töchter hatte.
Im Alter von beinahe 83 Jahren starb Geiger 1905 in Wien.